# CHiYO
CHiYO（千誉、ちよ、1991年9月8日 - ）は、日本の元歌手。
つばさレコーズ、ダブルウィング所属。福岡県福岡市在住。
2008年4月上京。
血液型A型。身長156cm(2005年5月1日現在)。特技はバスケットボールと水泳。
好きな食べ物はトマトと麺類（パスタ、ラーメンなど）。嫌いな食べ物はニンジン。

## プロフィール
類いまれな歌唱力を武器に12歳でデビュー。
13歳では至上最年少で渋谷O-WESTをSOLD OUTさせるなど抜群のステージパフォーマンスで注目を浴びる。
また人気番組「めちゃ×2イケてるッ!」のエンディングテーマや各種公式試合の国歌斉唱を務める。
16歳の春に単身上京後に、都会の空気に慣れず活動ストップ。しかし2010年11月に3年ぶりの作品「ありがとう」をリリース。
「皆で一つの作品を！」をテーマに活動を行っている。

## 略歴
- 1996年 - 音楽教室に通い始める。
- 2004年
  - 2月18日 -1st pre Single 『卒業〜坂道〜』でCDデビュー、限定発売。現役中学生歌手として注目を集める。
  - 8月11日 - 2nd pre Single 『ファーストデート』を限定発売。オリコン総合チャート46位。これをもって、『CHIYO』から『CHiYO』に改名。
  - 12月22日 - 3rd pre Single 『song for you 〜もしも叶うなら〜』発売。オリコン総合チャート57位
- 2005年
  - 5月12日 - ファーストワンマンライブ『CHiYO's green♪』。
  - 5月25日 - JOCOSOの「ホムピー」と呼ばれる日記形式のWebページを開設。2006年9月29日休止。
  - 6月1日 - 最終 pre single 『アリス道』発売。CX系「めちゃ²イケてるッ!」エンディング・テーマ。オリコン総合チャート100位
  - 7月25日 - 『★☆CHiYOの全国縦断歌いまくりツアー2005☆★』開始。8月28日の24時間テレビ 「愛は地球を救う」(福岡)で終了。
- 2006年
  - 11月4日 - ワンマンライブ「CHiYO's green♪vol.2」開催。
  - 11月22日 - 7th single 『destiny』発売。「銀色のオリンシス」オープニング・テーマ。
- 2008年
  - 3月16日 - アビスパ福岡ホーム開幕戦にて国歌斉唱を行う。
  - 4月中旬 - 上京、活動拠点を東京に移す。
  - 5月17日 - 『CHiYO』から『千誉』に改名。GEKKAN TSUBASA LIVE! にて発表。
- 2012年
  - 12月16日 - 体調悪化のため音楽活動引退。「I’m from FUKUOKA〜CHiYOのラジログ番外編〜」をもって終了。

## 人物
- 現在もともに所属する事務所では川嶋あいの後輩にあたり、川嶋からは「妹分」と言われることが多い。
- ブログの更新に精力的であり、たまにブログ内でクイズを出題する事も。
- 自称晴れ女。
- 身長を160cmに伸ばすべく、牛乳を飲むなどの努力をしている。
- 池袋サンシャインで行われたつばさ祭りのMCでアーティスト活動多忙のため自宅に2週間ほど帰れていない、また同様の理由で学校にもほとんど登校できていない近況を明かした。
- 「いじめ問題」に対しては「自分の歌を聞いて癒されればいいと思っている」と発言している。
- 東北に住んでみたいと思っている。

## 主な作品

### シングル
2006年12月16日までYahoo!動画で 3rd〜7th single PV配信
- 1st pre single『卒業〜坂道〜』(2004年2月18日発売・限定販売)【販売終了】
- 2nd pre single『ファーストデート』(2004年8月11日発売・限定販売)
- 3rd pre single『song for you〜もしも叶うなら〜』(2004年12月22日発売)
- 4th pre single『アリス道』(2005年6月1日発売)
- 5th single『ひこうき雲』(2006年4月19日発売・初回限定盤にはCHiYO feat.as「song for you〜もしも叶うなら〜」の特典CD付)
- 6th single『内心、Thank You』(2006年7月19日発売)（「THE 東南西北」のシングルのカバー）
- 7th single『destiny』(2006年11月22日発売)
- 8th single『ラバート』(2007年4月11日発売)
- 9th single『茜色の空』(2007年8月29日発売)
- 10th single『ありがとう』(2010年11月17日発売)
- 11th single『LOVE&SOUL』(2011年9月7日発売)
- 12th single『どこまでも2人で』(2012年6月6日発売)

### アルバム
- 1st album『名曲集』(2006年8月23日発売、カバーアルバム、1970〜90年代の曲の中からCHiYO自身が12曲を選曲している)
- 2nd album『my memory』(2007年6月20日発売)

### ネット配信
- つばさオールスターズ
  - 『wing』(川嶋あい・Mi・as・CHiYO、つばさ祭'06〜春の陣〜で初披露された)

- 12ヶ月連続配信（カバー曲、iTunes、mora、music.jp等で配信中）
  - 2月 『赤いスイートピー』
  - 3月 『ジュリアに傷心』
  - 4月 『蒼いフォトグラフ』
  - 5月 『まちぶせ』
  - 6月 『飾りじゃないのよ涙は』
  - 7月 『彼女とTIP ON DUO』
  - 8月 『北ウイング』
  - 9月 『風のLONELY WAY』
  - 10月 『CAT'S EYE』
  - 11月 『あゝ無情』
  - 12月 『Rock'n Rouge』
  - 1月 『セカンド・ラブ』

### 特典CD
- 川嶋あい feat. CHiYO
  - 『絶望と希望』(川嶋あいの『見えない翼』(初回生産限定盤)の特典)
- つばさオールスターズ
  - 『Never ending, Never alone』(川嶋あい・Mi・as・CHiYO、『つばさ祭'06〜秘密の陣〜』DVDの特典)

### DVD
- 参加作品 『つばさ祭'06〜春の陣〜』(2006年6月21日発売、出演アーティスト 川嶋あい・Mi・as・CHiYO・僕道1号など)
- 参加作品 『つばさ祭'06〜秘密の陣〜』(2006年11月29日発売、出演アーティスト 川嶋あい・Mi・as・CHiYO)

## ラジオ番組
- 栗山英樹のミュージックブルペン内コーナー「日刊CHiYOスポ」(2008年4月から)
  - 新潟放送（火〜日）21:00〜
  - 高知放送（火〜日）21:00〜
  - 福井放送（火〜日）21:00〜
  - 山陽放送（火〜日）21:05〜
  - 信越放送（火〜日）21:00〜
  - 山口放送（火〜日）21:00〜
  - 山梨放送（火〜土）21:00〜
  - 南海放送（火〜土）21:00〜
  - 宮崎放送（火〜土）21:00〜
  - 北日本放送（月〜金）21:00〜
  - 山形放送（火〜金）21:00〜
  - 山陰放送（火〜金）21:00〜
  - 岩手放送（土日）21:00〜
  - 中部日本放送（土）21:00〜
  - 南日本放送（土）21:00〜
  - 東北放送（土）20:00〜
- CHiYOのハッピーウィング(ふくしまFM「MUSIC LAGER」内・毎週金曜20:00〜20:55、2005年3月4日から)【終了】
- CHiYOのちょっとブレイク(FREE WAVE・毎週日曜日12:30〜12:45、2005年1月8日から)【終了】
- CHiYOのちよっと元気が出るラジオ(九州朝日放送・毎週日曜日20:00〜20:15、2005年4月3日〜2008年3月30日)【終了】
- CHiYOのきいたもん勝ち!(アール・エフ・ラジオ日本・毎週土曜日24:00〜24:30、南日本放送・毎週日曜日21:30〜22:00、2006年7〜9月)【終了】

## 公式コンテンツ
- CHiYOメールマガジン
  - 不定期配信、無料。
- CHiYOファンクラブ準備室“CHiYO's green♪”
  - 入会費、年会費無料。会報は隔月(奇数月)の25日発行。
- 配信限定！Wアーティスト
  - 携帯用サイト。着うた、待ち受け画像、PVの配信など。詳細